# Gwint lewy

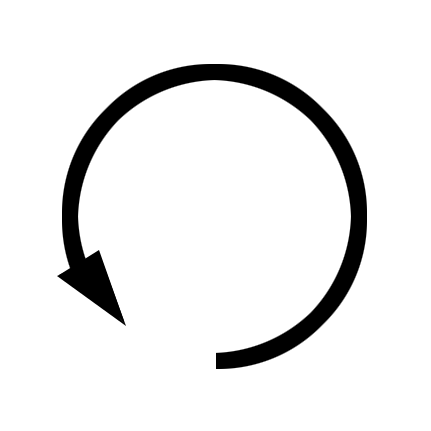
Kierunek wkręcania śruby lewozwojnej.

Gwint lewy – gwint śruby, którą wkręca się kręcąc w lewo, czyli przeciwnie do ruchu wskazówek zegara.

## Zastosowania
Gwint lewy jest stosowany:
- w połączeniu z gwintem prawym w śrubie rzymskiej, a także (w połączeniu z gwintem prawym) w nyplu grzejnikowym,
- dla zabezpieczenia przed odkręceniem lewego pedału od korby w rowerze,
- dla zabezpieczenia zablokowania łożysk w prawym kole samochodu,
- w butlach z gazem,
- przy zamknięciach pieców kaflowych - do dociśnięcia drzwiczek pieca do okucia,
- jako zabezpieczenie przed ewentualną pomyłką przy odkręcaniu zaworów gazowych,
- w nakrętce mocującej nóż w kosie spalinowej,
- w korkach grzejnikowych (tzw. nabach) - w zależności od kierunku stosowane są zarówno gwinty prawe, jak i lewe.

## Śruba rzymska w sprzęgu śrubowym
|             |  |            |
| gwint prawy |  | gwint lewy |